# Gustav Adolf Oberlik

Gustav Adolf Oberlik

Gustav Adolf Oberlik (* 6. Februar 1905 in Mährisch Kromau, Österreich-Ungarn; † 15. Dezember 1943 bei Golotschewo bei Tschawussy, UdSSR) war ein deutscher Politiker (SdP, später NSDAP).

## Leben
Nach dem Besuch der Volksschule in Jablonec nad Nisou (deutsch Gablonz an der Neiße) und des Staatsrealgymnasiums studierte Gustav Adolf Oberlik an der deutschen Universität in Prag und in Leipzig. 1929 legte er die staatliche Lehramtsprüfung in den Fachgruppen Turnen und Tschechisch für deutsche Mittelschulen ab. Danach trat er in die tschechisch-slowakische Armee ein, in der er es bis zum Unterleutnant der Kavallerie in der Reserve beim 6. Dragoner-Regiment in Brünn brachte.
Später verdiente Oberlik seinen Lebensunterhalt als Schulprofessor an der deutschen Handelsschule in Käsmark. 1931 wurde er als Leiter des Amtes für Leibesübungen nach Gablonz berufen. Daneben war er Bundesleiter des Bundes der Freischaren in Prag und führend im Kameradschaftsbund für gesellschaftswissenschaftliche Bildung engagiert. Politisch begann er sich ab 1933 in der Sudetendeutschen Partei (SdP) zu engagieren, in der er Aufgaben als Orts-, Bezirks- und Kreisleiter in Gablonz übernahm. Seit 1935 saß er als Abgeordneter der SdP im tschechisch-slowakischen Parlament.
Nach der deutschen Annexion der Sudetengebiete im Herbst 1938 durch das nationalsozialistische Deutsche Reich trat er zum 1. November 1938 der NSDAP bei (Mitgliedsnummer 6.886.550), war ab diesem Zeitpunkt bis Anfang 1939 Beauftragter für den Aufbau von NSDAP-Kreisen in Gablonz. Zudem übernahm er noch bei der Gauleitung Sudetenland Funktionen als Gaupropagandaleiter und Gaupersonalamtsleiter. Zudem war er Mitglied der SS (SS-Nummer 314.978), bei der er den Rang eines Sturmbannführers erreichte.  Bei der Ergänzungswahl vom 4. Dezember 1938 zog Oberlik als Abgeordneter in den nationalsozialistischen Reichstag ein, dem er bis zum 4. Januar 1940, als sein Mandat aberkannt wurde, als Vertreter der sudetendeutschen Gebiete angehörte. Sein Mandat wurde anschließend bis zum Kriegsende von Konstantin Höß weitergeführt. Aufgrund seiner früheren Funktion im Kameradschaftsbund sowie dem Vorwurf der Homosexualität war er von Juli bis Ende 1939 im Polizeigefängnis Dresden inhaftiert. Zunächst wurde er Ende August 1939 aus der SS und nach Aberkennung des Reichstagsmandats Mitte März 1940 auch aus der NSDAP ausgeschlossen. Ab 1940 war er in der Papierwirtschaft in Prag und Preßburg tätig. Im April 1943 wurde er zur Wehrmacht eingezogen, wo er noch kurz vor seinem Kriegstod den Rang eines Feldwebels erreichte.